# Albany Empire
Gli Albany Empire sono una squadra della Arena Football League. Disputano le partite casalinghe al Times Union Center, situato nel centro di Albany.